# Lokiarchaeota
Embranchement
Classification phylogénétique
- Règne : Archaea
  - Phylum : Crenarchaeota
    - Classe : Thermoprotei

  - Phylum : Lokiarchaeota
    - Candidatus Lokiarchaeum

  - Phylum : Euryarchaeota
    - Classe : Archaeoglobi
    - Classe : Halobacteria
    - Classe : Methanobacteria
    - Classe : Methanococci
    - Classe : Methanomicrobia
    - Classe : Methanopyri
    - Classe : Nanohaloarchaea
    - Classe : Thermoplasmata
    - Classe : Thermococci
    - Incertae sedis : ARMAN

  - Phylum : Korarchaeota
    - Genre : Ca. Korarchaeum

  - Phylum : Nanoarchaeota
    - Genre : Nanoarchaeum

  - Phylum : Thaumarchaeota
    - Ordre : Cenarchaeales
    - Ordre : Nitrosopumilales
    - Ordre : Nitrososphaerales
    - Incertae sedis :
      - Candidatus Caldiarchaeum
      - Candidatus Giganthauma
      - Candidatus Nitrosotalea

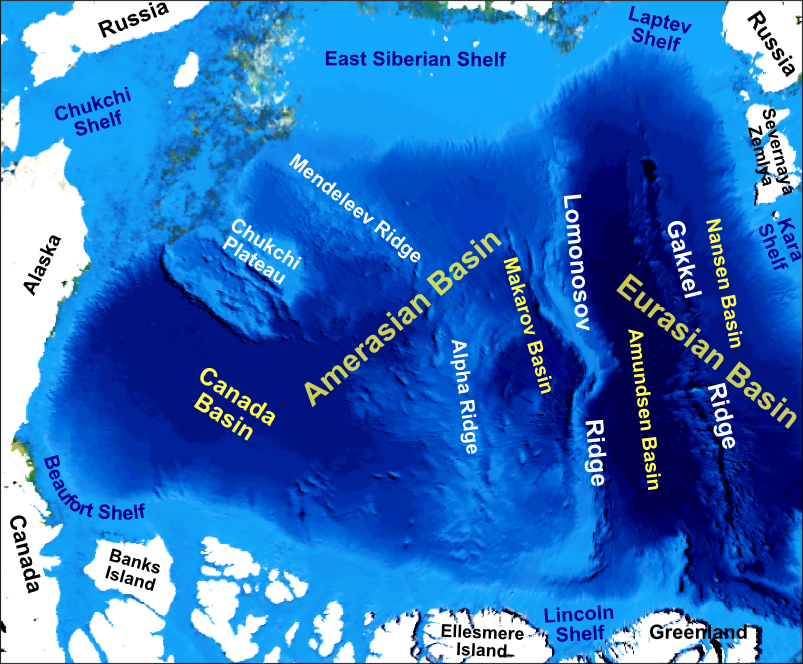
Principales caractéristiques bathymétriques et topographiques de l'océan Arctique. La dorsale de Gakkel (Gakkel Ridge) où l´on a découvert l'existence de lokiarchaeotes, est à la droite de la carte, au nord de la Sibérie et de l'Europe, et atteint la partie nord de l'océan Atlantique.

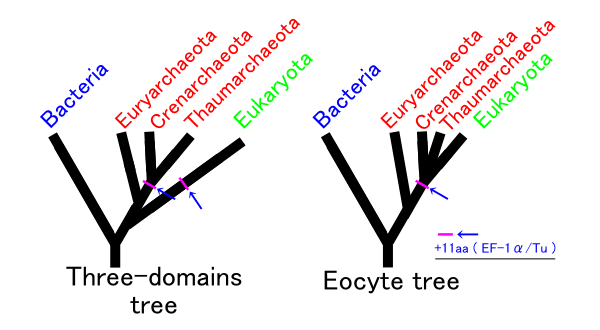
proposant un ancêtre commun aux archées et aux eucaryotes.

Lokiarchaeota est un phylum des Archaea défini en 2015. 

## Description
Ayant été découvert par des analyses métagénomiques, ses caractéristiques morphologiques ne sont pas connues. La nomenclature de ce taxon a été officiellement introduite en 2015, après l'identification d'un génome considéré Candidatus pendant l'analyse métagénomique, d'un échantillon de sédiments du fond océanique.
L'échantillon sédimentaire a été obtenu près d'une source hydrothermale dans une formation rocheuse connue comme le Château de Loki (Loki's Castle, en anglais) sur la dorsale de Gakkel dans l'Océan Arctique.
L'importance du phylum Lokiarchaeota provient du fait que l'analyse phylogénétique démontre l'existence d'un groupe monophylétique composé de lokiarchaeotes et d'eucaryotes,,, ainsi que de la présence de plusieurs gènes ayant des fonctions associées à la membrane cellulaire. Il permet d'apporter une pierre à l'édifice de la connaissance de l'origine des eucaryotes, une des hypothèses proposant que l'ancêtre commun des eucaryotes soit proche des Archaea,,,,,.